# Progesterone
Progesterone (pregn-4-ene-3,20-dione; viết tắt là P4) là một hormone steroid nội sinh có trong chu kỳ kinh nguyệt, thời kỳ mang thai và phát triển phôi thai của người và các loài khác. Nó thuộc về một nhóm các hormone steroid, gọi là progestogen, và là một progestogen chủ chốt trong cơ thể. Progesterone cũng là một chất chuyển hóa trung gian chủ yếu trong quá trình sản xuất steroid nội sinh khác, bao gồm các hormone giới tính và các steroid tự nhiên, và đóng một vai trò quan trọng trong hoạt động của não như một neurosteroid.

## Thành phần hóa học
Progesterone được phát hiện độc lập bởi 4 nhóm nghiên cứu.
Willard Myron Allen đồng phát hiện ra progesterone cùng với giáo sư giải phẫu học George Washington Corner tại Đại học y khoa Rochester năm 1933. Allen đầu tiên đã xác định được điểm nóng chảy, khối lượng phân tử, và một phần cấu trúc phân tử. Ông cũng đặt tên cho nó là Progesterone bắt nguồn từ Progestational Steroidal ketone.
Giống như các loại steroid khác, progesterone chứa 4 vòng hydrocarbon liền nhau. Progesterone chứa xe-tôn (ketone) và các nhóm chức năng o-xi hóa cùng hai nhánh methyl. Giống như tất cả các horrmone steroid khác, nó có tính chất kỵ nước.